# کلیسای گریگور مقدس، کیولک
کلیسای گریگور مقدس، کیولک (ارمنی: Սուրբ Գրիգոր եկեղեցի (Քյոլք)) یک کلیسا متعلق به کلیسای حواری ارمنی واقع در شهر کیولک، جمهوری خودمختار نخجوان در جمهوری آذربایجان می‌باشد. ساخت و ساز این ساختمان در سده ۱۲ام میلادی به پایان رسید. این بنا به سبک معماری ارمنی طراحی شده‌است.